# لایکا پروداکشنز
لایکا پروداکشنز (انگلیسی: Lyca Productions) یک شرکت سرگرمی هندی است که در سال ۲۰۱۴ توسط سوباسکاران الی‌راجا (Subaskaran Allirajah) تأسیس گردید. یک شرکت زیر مجموعه از شرکت مادر لیکاموبایل (بخشی از لایکا فامیلی) تحت مقوله استودیو تولید است که در تولید و توزیع فیلم‌های تامیل و هندی که در هند ساخته شده‌اند، نقش داشته‌است. این شرکت، تعدادی از فیلمهای پرهزینه سینمای تامیل همچون ۲٫۰ (۲۰۱۸)، پونیین سلوان: قسمت اول (۲۰۲۲) و پونیین سلوان: قسمت دوم (۲۰۲۳) را ساخته‌است.